# جريجوري سيتشيتيو
جريجوري سيتشيتيو (بالإنجليزية: Grigore Sichitiu)، (مواليد 3 يناير 1949) هو مدرب كرة قدم محترف روماني. كما شغل عدة مناصب كمدير فني أو رئيس نادي في أندية متعددة.

## المسيرة
ترأس إكستنسيف كرايوفا في دوري الدرجة الثانية الروماني لعام 1998– 1999، كما ترأس بني ياس في دوري الدرجة الأولى الإماراتي لعام 2004– 2005 ونادي ظفار في كأس دوري المحترفين العماني لعام 2014– 2015.

## روابط خارجية
- جريجوري سيتشيتيو على موقع سكور واي